# Pidkamin
Pidkamin (ucraniano: Підка́мінь; polaco: Podkamień) es un asentamiento de tipo urbano de Ucrania perteneciente al raión de Zólochiv en la óblast de Leópolis.
En 2017, la localidad tenía 2032 habitantes. Desde la reforma territorial de 2020 es sede de un municipio con una población total de unos once mil habitantes, que incluye 32 pueblos como pedanías.
Su topónimo viene a significar "bajo la piedra" y hace referencia a un inselberg ubicado junto a la localidad. Se conoce la existencia del asentamiento desde 1441 y de su monasterio desde 1464. Adquirió estatus urbano en 1569. Hasta la reforma territorial de 2020, formaba parte del raión de Brody.
Se ubica unos 15 km al sureste de la capital distrital Brody, sobre la carretera P39 que lleva a Ternópil.

## Historia
Durante la masacre de polacos en Volinia, Pidkamin fue un refugio para los polacos, que escaparon allí para esconderse en el monasterio. Unas 2000 personas, la mayoría de las cuales eran mujeres y niños, vivían allí cuando el monasterio fue atacado a mediados de marzo de 1944 por el Ejército Insurgente ucraniano, en cooperación con las SS ucranianas. Alrededor de 300 polacos fueron asesinados en el monasterio y 500 más fueron asesinados en la propia ciudad de Pidkamin.